# Poliedro que rellena el espacio
| Romboedro                  | Dodecaedro de Bilinski       | Cubo                       |
| Dodecaedro elongado        | Girobifastigio elongado      | Sólido de Escher           |
| Medio cubo                 | Prisma triangular            | Prisma hexagonal           |
| Rombododecaedro            | Bipirámide cuadrada elongada | Decaedro diez de diamantes |
| Dodecaedro trapezorrómbico | Triaquis tetraedro truncado  | Octaedro truncado          |

En geometría, un poliedro que rellena el espacio es aquel poliedro que se puede usar para recubrir todo el espacio tridimensional mediante traslación, rotación y/o reflexión. Relleno significa que los poliedros ni se solapan unos con otros, ni tampoco dejan huecos entre ellos. En conjunto, todos estos poliedros constituyen particiones del espacio tridimensional. De hecho, se pueden generar teselados o panales tridimensionales empleándolos como celda unidad.

## Tipos
Cualquier paralelepípedo tesela el espacio euclídeo tridimensional, y más específicamente, cualquiera de los cinco paraleloedros, como el rombododecaedro, que es uno de los nueve sólidos isotoxales e isoedrales. Ejemplos de otros poliedros que llenan espacios incluyen el conjunto de cinco poliedros convexos con caras regulares, que incluye el prisma triangular, el prisma hexagonal, el girobifastigium, el cubo y el octaedro truncado; un conjunto que se une al de los cinco paraleloedros.
Un ejemplo de un estudio relacionado con poliedros que llenan el espacio es la estructura de Weaire-Phelan.
El cubo es el único de los sólidos platónicos que puede llenar el espacio de forma independiente, aunque es posible teselar el espacio utilizando de forma combinada tetraedros y octaedros.
Si la forma de un retículo plano regular se convierte en un prisma de la misma base (tanto de forma ortogonal como oblicua), también se obtienen formas que recubren el espacio: prismas triangulares a partir de triángulos; cubos (o de forma más general, prismas cuadrados) a partir de cuadrados; y prismas hexagonales a partir de hexágonos. Obviamente, es posible recubrir el espacio tridimensional colocando estos retículos unos encima de otros.